# Trigava
Trigava – rodzaj pluskwiaków z rodziny Dictyopharidae i podrodziny Dictyopharinae. Obejmuje cztery opisane gatunki. Takson neotropikalny, południowoamerykański, znany z południowego Peru, północno-zachodniej Brazylii i północno-zachodniej Boliwii.

## Morfologia

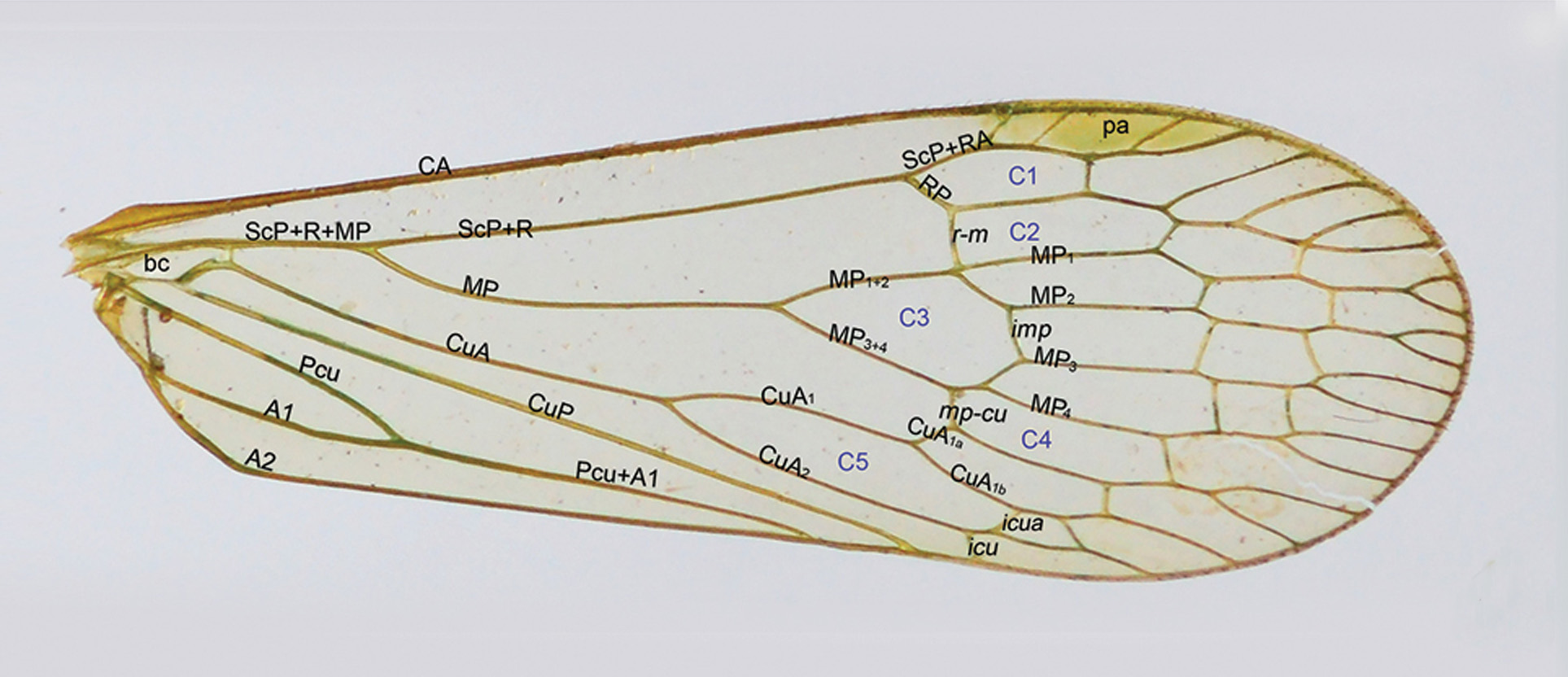
Użyłkowanie skrzydła przedniego T. brachycephala

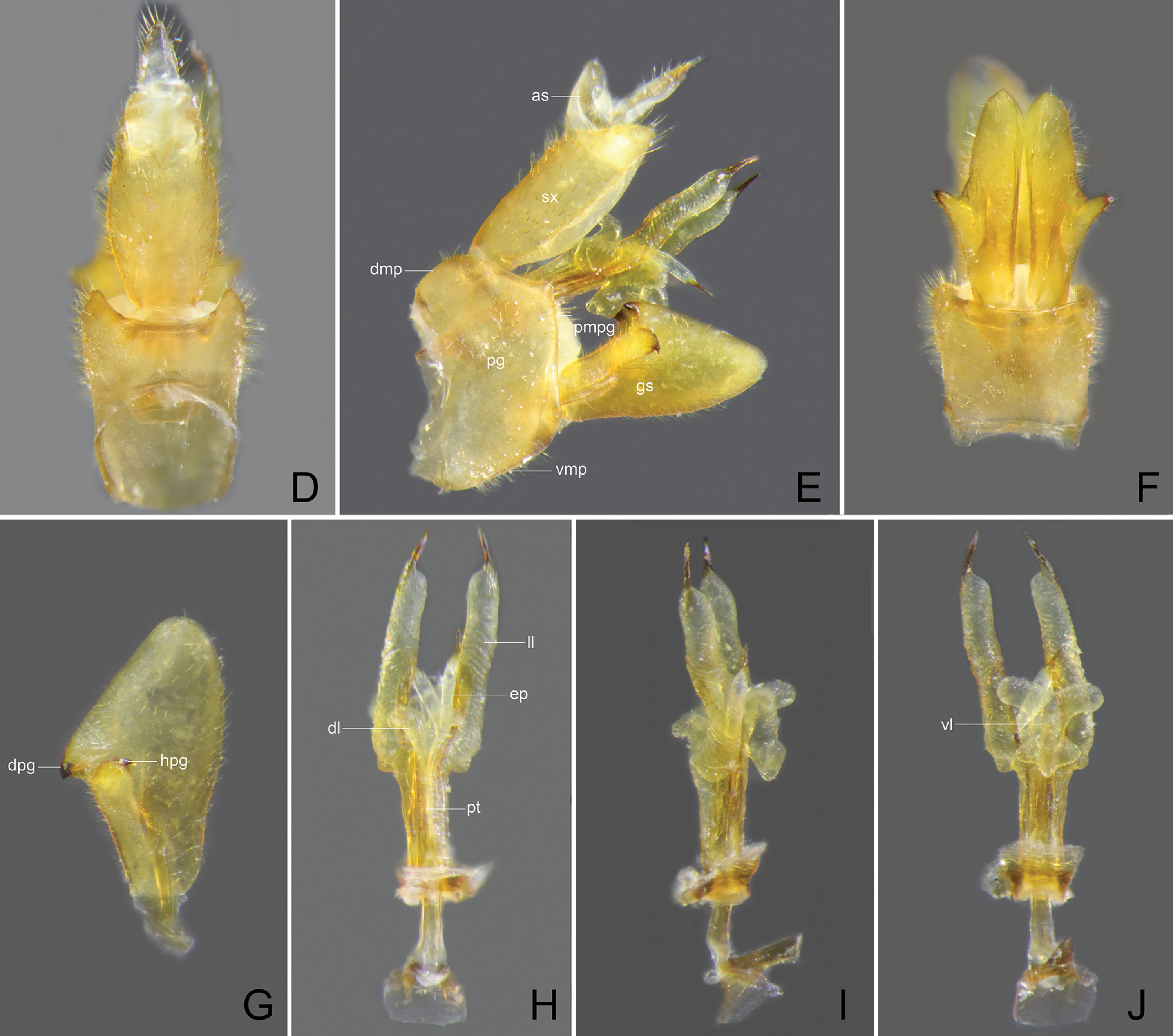
Genitalia samca T. obrieni. D: pygofor i dziesiąty segment w widoku grzbietowym, E: terminalia w widoku z prawego boku, F: pygofor i gonostyliki w widoku brzusznym, G: lewy gonostylik w widoku bocznym, H: edeagus w widoku grzbietowym, I: edeagus w widoku bocznym, J: edeagus w widoku brzusznym. as: lingula (stylus analis), dl: płaty grzbietowe falloteki, dmp: krawędź grzbietowa pygoforu, dpg: wyrostek grzbietowy gonostylika, ep: wyrostki endosomalne, hpg: wyrostek haczykowaty gonostylika, ll: płaty boczne falloteki, pg: pygofor, pt: falloteka, sx: dziesiąty segment odwłoka, vl: płaty brzuszne falloteki, vmp: brzuszna krawędź pygoforu

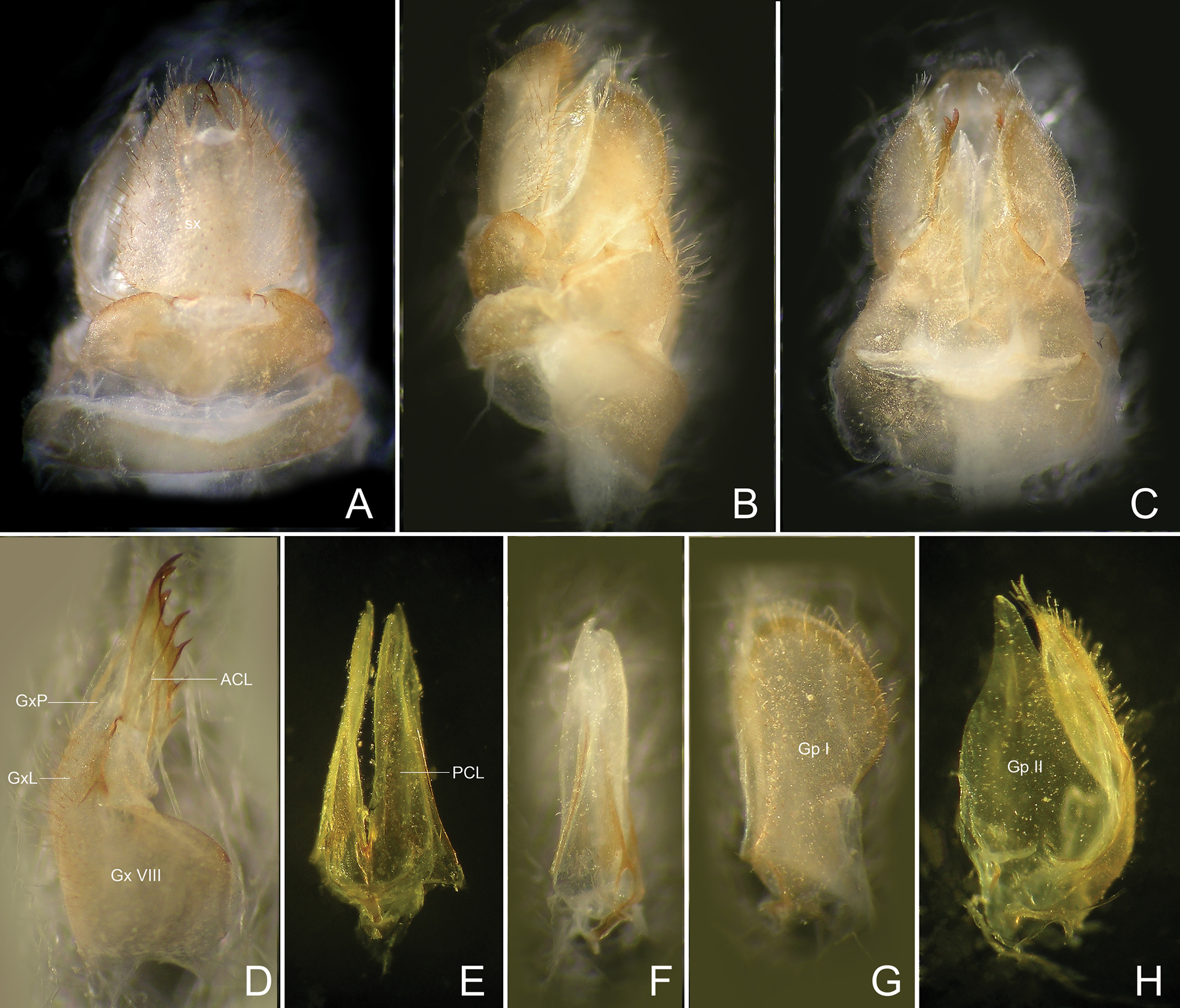
Terminalia samicy T. obrieni. A: widok grzbietowy, B: widok boczny, C: widok brzuszny, D: widok boczny gonapofizy ósmego segmentu, E: widok brzuszny gonapofizy dziewiątego segmentu, F: widok boczny gonapofizy dziewiątego segmentu, G: widok boczny gonoplacu, H: widok brzuszny gonoplacu. ACL: przednia blaszka łącznikowa gonapofiz ósmego segmentu, Gp I: pierwszy (boczny) płat gonoplacu, Gp II: drugi (tylny) płat gonoplacu, GxL: płat endogonokoksalny, GxP: wyrostek endogonokoksalny, Gx VIII: gonokoksyty ósmego segmentu, PCL: tylna blaszka łącznikowa gonapofiz, sx: dziesiąty segment odwłoka

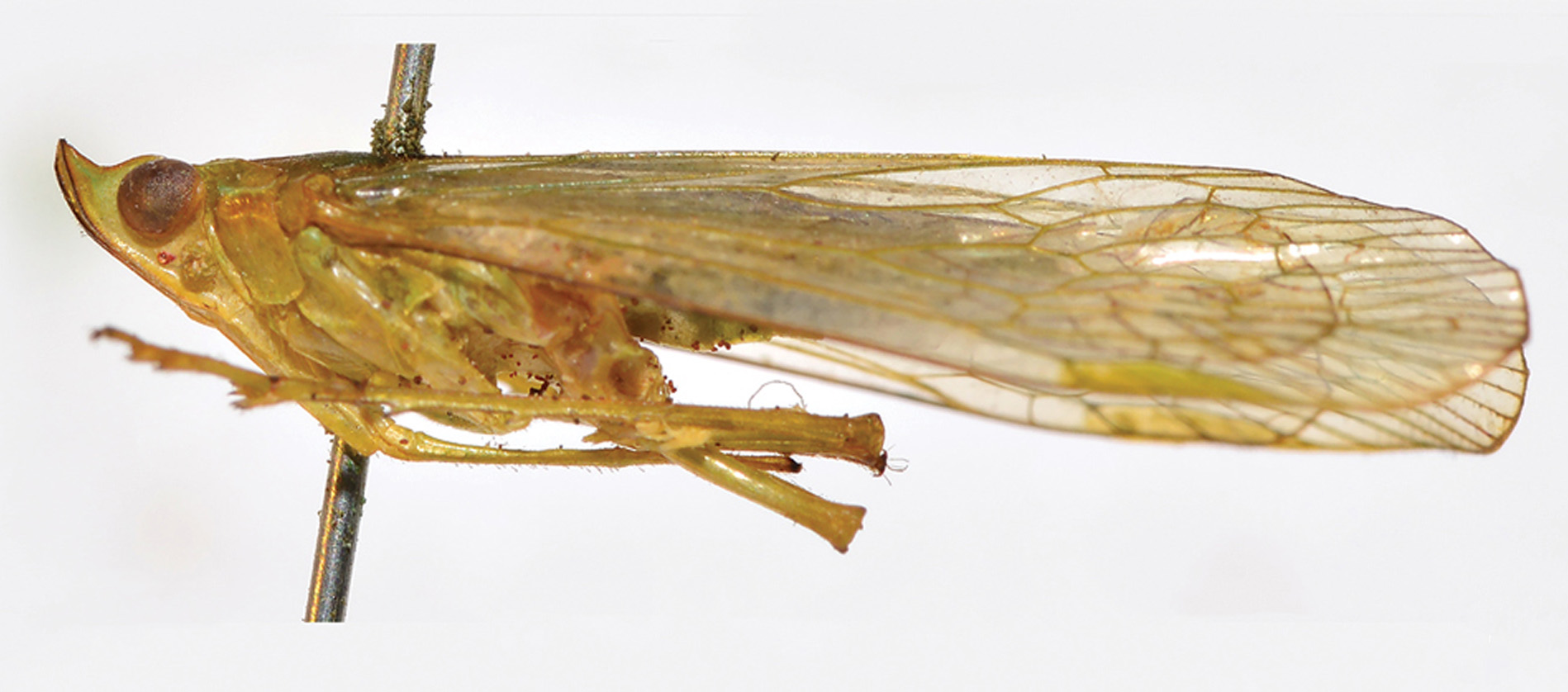
Samiec T. recurva w widoku bocznym

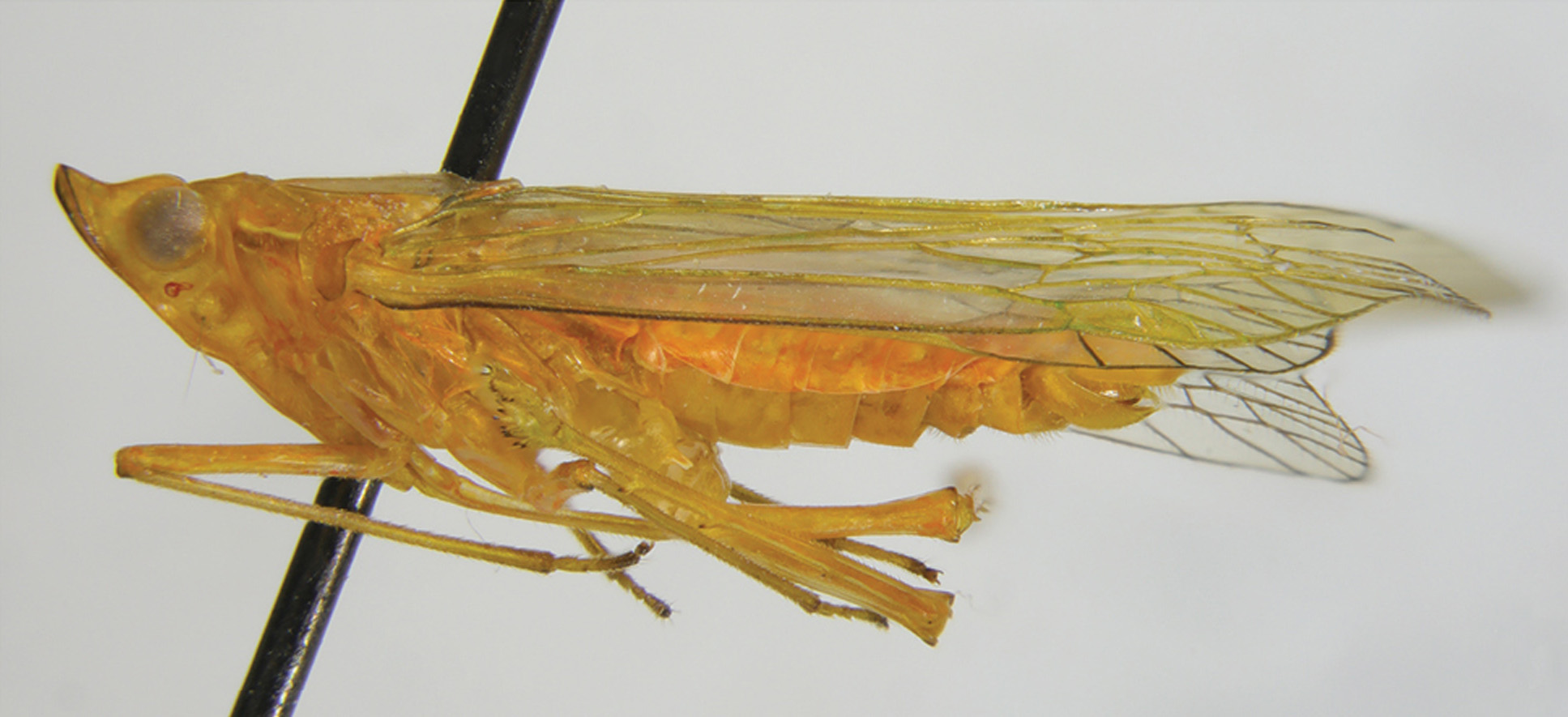
Samica T. obrieni w widoku bocznym

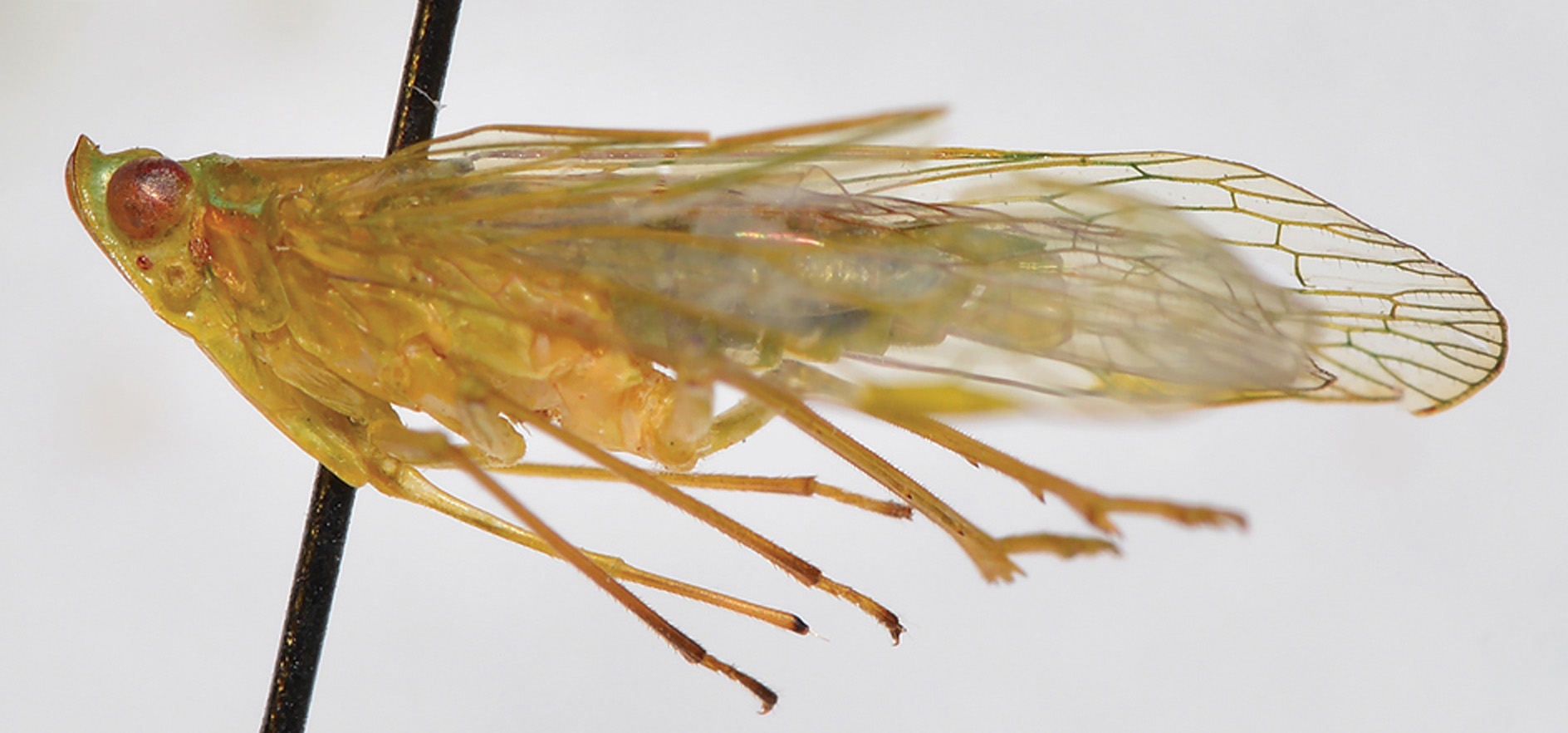
Samiec T. brachycephala w widoku bocznym

Piewiki o ciele długości od 10,8 do 14,1 mm, ubarwione bladozielono lub słomkowozielono z zielonymi, ochrowymi i czarnymi znakami.
Głowa przed oczami wyciągnięta jest w krótki, stożkowaty, stopniowo ku szczytowi zwężony, silnie odgięty ku górze wyrostek. Przedustek i zaustek są klinowate, a szew epistomalny wygięty łukowato. Czoło jest płaskie i wydłużone, o lekko listewkowatych i nieco pod czułkami rozszerzonych żeberkach bocznych równoległych na prawie całej długości. Za dużymi i okrągłymi oczami leżą nabrzmiałości formujące parę skierowanych w tył trójkątnych wyrostków. W widoku grzbietowym ciemię jest szersze niż szerokość oczu, o kilowatych i zbieżnych żeberkach bocznych oraz niewyraźnym żeberku środkowym; w widoku bocznym żeberka boczne są gwałtownie przed oczami przewężone i ku górze przed oczami wygięte, a dalej zbieżne. Tył ciemienia leży powyżej przedplecza. Długa kłujka sięga środka tylnej pary bioder.
Pośrodku wyraźnie krótsze niż śródplecze, wąskie na przedzie i szerokie w tyle przedplecze ma łukowato wypukły pośrodku brzeg przedni, kątowo wypukły i niewcięty brzeg tylny, wyraźne żeberko środkowe, kilowate i niemal osiągające brzeg tylny żeberka pośrednie, a brzegi boczne obrzeżone dwoma żeberkami podłużnymi, z których górne są zgrubiałe, a dolne w widoku grzbietowym tuż za oczami rozszerzone. Tegule pozbawione są żeberek. Na śródpleczu występują trzy żeberka, z których boczne zakrzywiają się z przodu i osiągają środkowe. Skrzydła są w pełni wykształcone, przezroczyste. Przednia ich para (tegminy) cechuje się porośniętymi od spodu żyłkami, długą żyłką ScP+R+MP oraz rozwidlonymi w pobliżu linii nodalnej żyłkami MP1+2, MP3+4 i CuA1. Odnóża są długie. Te przedniej pary mają wydłużone, niespłaszczone, pozbawione kolców uda. Tylna para odnóży cechuje się ośmioma ząbkami na szczycie goleni.
Odwłok samca ma czworo- lub pięciokątny, od spodu wyraźnie szerszy niż od góry pygofor z kątowo zgiętymi krawędziami tylno-grzbietowymi, a gonostyliki symetryczne, w widoku bocznym wąskie u nasady, szerokie pośrodku i zwężone ku zaokrąglonym szczytom, a w widoku grzbietowym opatrzone na krawędzi pazurkowatym wyrostkiem dogrzbietowym i pośrodkowym haczykowatym wyrostkiem dobrzuszym. Edeagus ma parę zakrzywionych, u szczytu zesklerotyzowanych, a w pozostałej części błoniastych wyrostków endosomalnych oraz zesklerotyzowaną u nasady, rozdętą i błoniastą u szczytu fallobazę z parą wyposażonych w duże i tęgie kolce płatów. Podługowato-owalny dziesiąty segment odwłoka samca ma w widoku grzbietowym wykrojenie na szczycie, w które wchodzi długa i duża lingula.
Odwłok samicy ma ósmy segment o gonokoksytach zaopatrzonych w spłaszczone i błoniaste wyrostki endogonokoksalne, gonapofizach zaś połączonych dużą, siedmiozębną blaszką przednią. Segment dziewiąty ma symetrycznie trójkątną z rozdwojonym wierzchołkiem tylną blaszkę łącznikową gonapofiz zrośniętą u podstawy z płytką intergonokoksalną. Gonoplace mają płat pierwszy duży i toporowaty, płat drugi zaś duży, u nasady szeroki i ku tyłowi zwężony. Dziesiąty segment odwłoka samicy jest duży i trapezowaty, na szczycie z wykrojeniem, w które wchodzi lingula.

## Taksonomia i ewolucja
Takson ten wprowadzony został w 1999 roku przez Lois B. O’Brien na łamach pisma „Reichenbachia” dla dwóch gatunków opisanych w 1912 roku przez Leopolda Melichara w rodzaju Igava. W 2024 roku Song Zhisun i inni dokonali rewizji rodzaju, opisując dwa nowe jego gatunki. W sumie do Trigava zalicza się więc cztery opisane gatunki:
- Trigava brachycephala (Melichar, 1912)
- Trigava obrieni Song, Malenovský et Deckert, 2024
- Trigava peruensis Song, O’Brien et Bartlett, 2024
- Trigava recurva (Melichar, 1912)

Według wyników morfologicznej analizy filogenetycznej Song i innych z 2018 roku Trigava tworzy klad z Paralappida, Crocodictya, Mitrops, Rhynchomitra i nienazwanym jeszcze rodzajem obejmującym Dictyopharoides inficita, przy czym najbliżej spokrewniona wydaje się być z Paralappida.